# Metopius birkmani
Metopius birkmani är en stekelart som beskrevs av Charles Thomas Brues 1907. Metopius birkmani ingår i släktet Metopius och familjen brokparasitsteklar. Inga underarter finns listade i Catalogue of Life.